# Winnie Jakob
Winnie Jakob, vollständiger Name Winifred Victoria Jakob, Signum „WIN“ oder „WINNIE“ (* 17. Mai 1927 in Reichenberg, Tschechoslowakei; † 26. Dezember 2012 in Wien), war eine Zeichnerin, Karikaturistin und Publizistin.

## Leben
Jakobs Vater war Leiter und Eigentümer einer der größten Tuchfabriken, die Mutter entstammte einer Wiener christlich-sozialen Politiker- und Künstlerfamilie. Der böhmische Teil der Familie wurde 1947 enteignet und vertrieben und kam nach Österreich.
Winnie Jakob studierte an der Universität Graz Englisch mit Diplom sowie Grafik an der Kunstgewerbeschule in Linz und lebte danach zehn Jahre in Salzburg. Dort wurde sie 1959 während einer Pressekonferenz vom Kulturredakteur des Wiener Kurier beim Zeichnen von Karl Böhm, Leonard Bernstein, Herbert von Karajan und Dimitri Mitropoulos entdeckt, zog nach Wien und arbeitete als Karikaturistin für Zeitungen in Österreich („Kurier“, „Wiener Zeitung“, „Salzburger Nachrichten“, „Neues Österreich“), sowie in Deutschland und der Schweiz. Daneben illustrierte und publizierte sie Bücher und präsentierte ihre Werke in zahlreichen internationalen Ausstellungen. Winnie arbeitete Jahrzehnte beim ORF im Kinderprogramm „Kasperl“, die älteste noch laufende europäische Kindersendung, und in österreichischen Filmen (z. B. Höllenangst xx) mit. Sie war und ist die einzige weibliche Karikaturistin und Publizistin Ihrer Art, was ihr auch die Teilnahme an der Europalia ermöglichte. Sie schrieb auch Kurzgeschichten und Reportagen. Ihre Bibliographie umfasst an die 70 Bücher. Im späten Alter erhob sie auch die Fotografie zu einer ihr eigenen Kunstform. Sie war Mitglied in der internationalen Künstlergruppe „Die Spirale“, IG Bildende Kunst, Künstlergilde. Sie war auch ihren sudetendeutschen böhmischen Wurzeln in den Verbänden verbunden.
Zahlreiche Werke von WIN befinden sich durch öffentliche Ankäufe u. a. in der Artothek des Bundes, Artothek Niederösterreich, Oberösterreich, Salzburg, Carolino Augusteum Salzburg, Albertina Wien, Kunstamt Berlin, Kulturämter der Städte Wien, Salzburg, Villach Österreichische Nationalbibliothek, Salzburger Festspiele, Museen der Stadt Wien (Artothek MUSA, Stadt und Landesbibliothek, Stadt und Landesarchiv), Deutsches Staatsarchiv zu Berlin, Kunstmuseum Basel, Kunsthaus Zürich, Filmarchiv Österreich, Metropolitan Museum of Art, NY USA, Salomon R. Guggenheim Museum NY USA, National Gallery of Art Washington DC USA, Museum für Moderne Kunst Frankfurt, National Library of Congress Washington DC, u. v. a. m.
Sie hinterließ den Kunstnachlass, inklusive sämtlicher Rechte, ihrem einzigen direktem Anverwandten und Neffen Michel A. Jakob. Dieser hat den Auftrag des Erhaltes der Werke und die Wahrung der Rechte sowie den breiten Zugang zum Werk mittels eines Archives übernommen.
xx Höllenangst FILM Jahr: 1961 A/D Filmdauer: 141 min. Genre: Komödie, Literaturverfilmung, SW Aufzeichnung der Posse mit Gesang von Johann Nepomuk Nestroy aus dem Theater in der Josefstadt Regie: Axel v. Ambesser Darsteller und Rollen: Von Thurming, Oberrichter Klaus Löwitsch Pfrim, ein Flickschuster Hans Moser (kehrte mit 81 Jahren an die Josefstadt zurück und feierte mit seiner Darstellung einen fulminanten Erfolg) Eva, sein Weib Melanie Horeschovsky Wendelin, beider Sohn Hans Putz Rosalie, Kammerjungfer der Baronesse Adele Luzi Neudecker Johann, Bedienter bei Stromberg Peter Matic
Leni Elfriede Ott, Barbara Khol u.v.m. Kamera: Gustav Zelibor Musik: Gustav Zelibor Inserts/Zeichnungen: Winnie Jakob

## Auszeichnungen
- 1970: Max-Reinhardt-Medaille der Salzburger Festspiele
- 1982: Liebieg-Medaille für Kunst und Wissenschaft des Heimatkreises Reichenberg in Augsburg
- 1994: Sudetendeutscher Kulturpreis
- 10. Februar 2009: Österreichische Ehrenkreuz für Wissenschaft und Kunst

## Bibliographie
WINNIE hatte zwar in den späten Fünfzigern bis ca. 2010 regelmäßige Karikaturen, Kulturrezensionen, Reiseberichte in Tageszeitungen in Österreich, Deutschland und Schweiz u. a. in Die Zeit, Die Welt, Süddeutsche Zeitung, Kölner Stadtanzeiger, Münchner Merkur, Zürcher Woche, FAZ, NZZ, Wiener Journal, Die Furche, Kurier, Die Krone, Wiener Zeitung, die Presse, Salzburger Nachrichten, OÖN, Neues Österreich, AZ doch ihre Bibliographie ist ebenso beachtenswert, an die 70 Bücher in vielen Weltsprachen, sogar auf Norwegisch, beinhalten Zeichnungen, teilweise auch Texte von ihr. Natürlich mehrheitlich Illustrationen zu Kultur (Oper, Theater, Dirigenten, Schauspieler, Prominenz) aber auch Politiker dominieren ihr Werk. Sie wagte sich auch an sozialwirtschaftliche Themen sowie an den Sport. Des Weiteren wurden bislang an die 30 Zitierungen in Fachliteratur zur Kunstgeschichte, Oper und Theater, „Frau in der Kunst“ festgestellt.
Unbedingt zu erwähnen ist das mittlerweile legendäre und quasi zum „Standardwerk“ erhobene Buch „Dirigenten“ 1965 erschienen im Forum Verlag, das kongenial Zeichnungen von WINNIE mit Fotos von Elfriede Hanak und Texten von Alexander Witeschnik gegenüberstellt. Ein Werk, das auch für heutige angehende Musiker und Musikwissenschaftler Relevanz hat. Ein weiteres hervorzuhebendes Buch ist sicherlich „Karajan con variazioni“ erschienen 1990 im Piper-Schott Verlag Serie Musik mit einem Prolog von Hans Weigel. Dieses Buch gibt einen kleinen Ein- und Überblick in WINNIE´s Werk der Kulturkarikatur.

## Werke (Buchillustrationen)
- A Hetz und a Gaudi, Dvorak, Felix, Buch Illust u. a. Jakob, WINnie, Amalthea, Wien, 2015, ISBN 978-3-99050-009-5
- Pust og Stemme Coblenzer, Horst Muhar, Franz Ill.: Jakob, WINnie BONO Bredtvet, Oslo 2012 NOR, ISBN 978-82-92725-23-8
- Das Schiff, das aus den Wolken kam Grimm, Inge M. Ill.: Prof. WINnie WIN" Jakob Verlag Solaris 2011, ISBN 978-3-901971-37-2
- Das Kleine Fest des Lachens, Weihnachten einmal anders Marecek, Heinz Ill.:(Cover)Jakob, WINnie Residenz-Verl., 2010, ISBN 978-3-7017-1556-5
- Das Phänomen Karajan – Ein Divertimento Finkenzeller, Roswin Ill.: (Cover) Jakob, Winnie Societäts-Verlag, Frankfurt 2008, ISBN 978-3-7973-1081-1
- Der Ball 08 Katalog Idee & Konzept: Gustav Peichl. Text: Kurt Palm u. a. Ill.: Jakob, WINnie Karikatur-Museum, Krems Residenz-Verl., 2008, ISBN 978-3-7017-3088-9
- Wie war es wirklich? Indiskrete Fragen an historische Persönlichkeiten Markus, Georg Teil Ill.: Jakob, WINnie Amalthea Signum Verlag, Wien 2007, ISBN 978-3-85002-609-3
- Manès Sperber Ein politischer Moralist Wiener Jahrbuch für jüdische Geschichte Kultur & Museumswesen, Patka Marcus G., Jüd. Museum Wien, Band 7(5767) 2006, ISBN 978-3-901398-43-8
- Alle meine Frauen: eine Porträtgalerie Grieser, Dietmar Ill.: u. a. Jakob, WINnie Residenz-Verl, 2006, ISBN 3-7017-1446-0
- Quasi ein Genie Helmut Qualtinger (1928–1986) Wien Museum Kat Klaffenböck, Arnold Kos, Wolfgang Schulenburg, Ulrich N. Hönigmann, Alexandra Franz Deuticke Verlag, Wien Thomas Sessler Verlag, 2003, ISBN 3-216-30717-4
- Großmutters Geschichten zur Adventzeit -die schönsten Vorlesegeschichten Grimm, Inge M. Ill.: (Cover) Jakob, Winnie Tosa Verlag, Wien 2003, ISBN 3-85492-468-2
- Nurejew und Wien Ein Leidenschaftliches Verhältnis Amort, Andrea Fot, Ill.: (S60) Jakob, Winnie Verlag Christian Brandstätter und Österr. Theater Museum 2003 128 S Ill., Fot., ISBN 3-85498-260-7
- Das heitere Lexikon der Österreicher Die besten Anekdoten von Altenberg bis Zilk Markus, Georg Ill.: Jakob, WINnie Amalthea Signum Verlag, 2003, ISBN 3-85002-504-7
- Großmutters großes Weihnachtsgeschichtsbuch Grimm, Inge M., Ill.: Jakob, Winnie, Tosa Verlag, Wien 2003-85492-800-9
- „O Herr, ich bin Bratschist“: Was Sie über Orchestermusiker besser nicht wissen sollten / recherchiert und in Verse gepackt. Birnbaum, Elisabeth Jakob, WINnie [Ill.] Amalthea 2002, ISBN 3-85002-478-4
- Robert Stolz Sein Leben Seine Musik Semrau, Eugen Residenz Verlag 2002, ISBN 3-7017-1309-X
- 10 Jahre Atelier Galerie 3a Kat Rieder, Karl Wicha, Barbara Berger, Günther Emmerling, Susanne 1999, ISBN 3-9500714-2-3
- Philharmonische Eskapaden Heiteres von Komponisten Dirigenten & Musikern Öhlberger, Camillo Jakob, WINnie [Ill.]Verlag Carl Ueberreuter Wien 1996, ISBN 3-8000-3625-8
- 75 Jahre Salzburger Festspiele Walter Herrmann Verein der Freunde des Kammerhofmuseums, Altaussee 1995 Ill.: u. a. WINnie Jakob, Fotos, Listen
- Einzelgänger im Massenmedium Leonid L. Wilczek, Ill.: (+Cover) Jakob, WINnie Edition Triglav 1995, ISBN 3-901044-06-X
- NEUE Philharmonische Capriolen Heiteres von Dirigenten Musikern & Instrumenten Öhlberger, Camillo Ill: Jakob, WINnie Verlag Carl Ueberreuter Wien 1993, ISBN 3-8000-3507-3
- Philharmonische Capriolen Heiteres von Dirigenten Musikern & Instrumenten Öhlberger, Camillo Ill: Jakob, WINnie Verlag Carl Ueberreuter Wien 1993, ISBN 3-8000-3488-3
- Karikatur & Satire, fünf Jahrhunderte Zeitkritik, Koschatzky, Walter Grill, Helmut Schulz-Hoffmann, Carla Schawe, Martin Vetter, Gisela Ill.: u. a. Jakob, Winnie Hirmer Verlag München & Kunsthalle Hypo-Kulturstiftung 1992, ISBN 3-7774-5900-3
- Karajan con variazioni: der Maestro und die Musikwelt in seinem Schatten; Karikaturen und Zeichnungen / WINnie Jakob Prolog Hans WEIGEL Ill.: Jakob, WINnie Schott/Piper 1990, ISBN 3-7957-8270-8 (Schott) 3-492-18270-4 (Piper)
- Die Purpurschmiere, Die Geschichte des Wiener Burgtheaters in Anekdoten HEINDL, Gottfried Ill.: Jakob, WINnie Paul Neff Verlag KG Wien 1990, ISBN 3-7014-0297-3
- WINnie Jakob: Prominentenkarikaturen / Wien-Kultur. Hrsg.: Herwig Würtz Kat Hrsg.: Würtz, Herwig Ill: Jakob, WINnie, Fotos 4 Auflagen, weltweit in 12 Staatsbibliotheken Wien: Stadt- und Landesbibliothek 1990
- Karajan oder die kontrollierte Ekstase Hrsg.: Csobádi, Peter Ill: Jakob, WINnie Paul Neff Verlag 1988, ISBN 3-7014-0254-X
- Hellbrunn – Ein Fest, TÖTSCHINGER, Gerhard /Fot: WEBER, Harry/ Ill: JAKOB,WINnie, Albert Langen. Georg Müller Verlag GmbH München-Wien 1987, ISBN 3-7844-2176-8
- Erotik in der Kunst ARNOLD, Eduard KELLNER, Renée u. a. Ill JAKOB, WINnie internationaler Literatur und Lyrik Verlag 1987, ISBN 3-85438-133-6
- Hauptperson: Hund Geschichten Hrsg.: Feigl, SusanneTeil Ill.: Jakob, WINnie Edition S Verlag der Österreichischen Staatsdruckerei 1987, ISBN 3-7046-0064-4
- Wirtshausgeschichten / Kein, Ernst 1 Aufl. in 2 Staatsbibliothek. Weltweit Jugend und Volk 1986, ISBN 3-224-16629-0
- Salzburger Festspiele ´84 Schriftenreihe Landespressebüro Zwink, Eberhard Ill.: Jakob, Winnie Amt Salzb. LR, LPB 1984, ISBN 3-85015-029-1
- 25 Jahre Wiener Jeunesse-Chor / [Hrsg.: Wiener Jeunesse-Chor. Inh.va: Vera Blaha … Karikaturen: WINnie Jakob] Prog Grimm, Jacob [Hrsg.] Jeunesse-Chor 1984
- Es war einmal Märchen: e. Auswahl d. bekanntesten u. schönsten Grimms Märchen / Texte überarb. von WINnie u. Klaus Thomsen. Ill. von Manfred Ammon. Thomsen, WINnie Coblenzer, Horst Muhar, Franz Jakob, WINnie, Heide: WKT-Verl, 1983, ISBN 3-924353-01-8
- Für Kunst und Seele ein mörderisch Vergnügen oder Virtuosen in der Anekdote, Witeschnik, Alexander, Ill. Jakob, WINnie Paul Neff Verlag Wien 1981, ISBN 3-7014-0181-0
- Alten: Reintegration alter Menschen: Erfahrungen u. Vorschläge / Lore Scheer, [unter Mitarb. v. Hilda Scott, Elfriede Wagner, WINnie Jakob (Zeichn.)]. Scheer, Lore: Verein Inst. f. Wohlstandsanalysen 1978
- Die Älpler und ihre Lustbarkeiten: e. Seelenführer durch Tirol u. Oberbayern für Einheimische, Zugereiste u. Touristen / Helmut Schinagl. [Zeichn.: WINnie Jakob], Wort-und-Welt-Verlag 1977, ISBN 3-85373-008-6
- Elefant in unserer Strasse: oder, Geschichten mit Paul: satirische Erzählungen / Ilse Tielsch-Felzmann; [mit Illustr. v. WINnie Jakob]. Styria 1977, ISBN 3-222-11035-2.
- Atem und Stimme: Anleitung zum guten Sprechen / [Karikaturen: WINnie Jakob] 2. Auflage 1979 Österr. Bundesverl. 1976
- Raimund Almanach, Pichler, Gustav HR Prof. Dr.,[Ill. Cover.: WINnie Jakob] Ferdinand Raimund Gesellschaft, 1976
- Gespenster in Sir Edwards Haus / Eva Lubinger. Zeichn. von WINnie Jakob Wort-und-Welt-Verlag 1975, ISBN 3-85373-015-9
- Ich verkaufe meine Zeit: e. wahre Antibiographie / Vera von Grimm. Zeichn. von WINnie Jakob Wort-und-Welt-Verlag 1975, ISBN 3-85373-016-7
- Atemgift und seine Messung, Studie, Scheer, Lore Dr., Zeichn. von Winnie Jakob, Institut f. Wohlstandsanalysen, 1975
- Da lächelt Thespis: Anekdoten aus d. Theaterwelt / hrsg. von Franz Hölbing. Zeichn. von WINnie Jakob Buch Illust, 1 Auflage in 3 Staatsbibliotheken weltweit Wort-und-Welt-Verlag 1974, ISBN 3-85373-010-8
- Männer mild vom Mond beschienen: eine burleske Erzählung aus verklungener Zeit / Erhard Wittek. Zeichn. von WINnie Jakob, Hg. Steuben, Fritz, Wort-und-Welt-Verlag 1974, ISBN 3-85373-012-4
- Miriam und das lila Köfferchen: 15 heitere Reiseskizzen / Bernhard Ohsam. Mit Zeichn. von WINnie Jakob Wort-und-Welt-Verlag 1974, ISBN 3-85373-009-4
- Neues vom Grafen D.: heitere Gruselgeschichten / Helmut Schinagl. Mit Zeichn. von WINnie Jakob Wort-und-Welt-Verlag 1974, ISBN 3-85373-011-6
- Die Älpler und ihre Lustbarkeiten: ein Seelenführer durch Tirol u. Oberbayern f. Einheimische, Zugereiste u. Touristen / Helmut Schinagl. [Zeichn.: WINnie Jakob] Wort-und-Welt-Verlag 1973
- Kein Tschiripik ist unschuldig: 9 Humoresken f. Feinschmecker / Walter Myss. [Zeichn.: WINnie Jakob] Wort-und-Welt-Verlag 1973, ISBN 3-85373-007-8
- Paradies mit kleinen Fehlern: Eine heitere Familienchronik / Eva Lubinger. [Zeichn.: WINnie Jakob]: Wort-und-Welt-Verlag 1973, ISBN 3-85373-006-X
- Wien, heiter bis wolkig, Karikaturenband ´73, Brunnthaler, Alois Ill.: u. a. Jakob, Winnie PID Stadt Wien 1973
- Die allerletzten 100 Jahre oder erschreckend transparentes Literatur-Brevier in Anekdoten -Schreiber, Hermann Ill.: Jakob, WINnie Paul Neff Verlag Wien 1972
- Die Chinesen kommen: aus d. Memoiren unserer Enkel, nach d. Untergang d. Abendlandes / Reinhard Federmann. Ill. von WINnie Jakob Erdmann Verlag 1972, ISBN 3-7711-0151-4
- Was heißt gut Leben 2 „Quality of Life“, Kienzl, Heinz Dr. Red.: Scheer, Lore Dr. Ill.: Jakob, Winnie AG f. Lebensniveauvergleiche, 1972
- Was heißt gut Leben 1 „Wirtschaftswachstum 1860–1970“, Kausel, Anton Dr. Red.: Scheer, Lore Dr., AG f. Lebensniveauvergleiche, 1971
- Clown und August: ein Beitrag zum Herr-Knecht-Verhältnis / von Gerhard und Susanne Eberstaller. Zeichn. von WINnie Jakob 3 Auflagen in 6 Staatsbibliothek. weltweit Wien, Sandleitengasse 9 -11: G. Eberstaller, 1971
- Dort wo Champagnisiert oder vom ruinösem Charme der Operette Witeschnik, Alexander Ill. Jakob, WINnie, Paul Neff Verlag Wien, 1971
- Musizieren geht übers Probieren Witeschnik, Alexander TeilIll. Jakob, WINnie 1. Auflage Nov 1969 7. Auflage Aug 1979 Deutscher Taschenbuch Verlag GmbH & CO KG, München 1969, ISBN 3-423-00622-6
- 100 Jahre Wiener Oper am Ring, Jubiläumsausstellung Kat Aktionskomitee 100 J Feier der Wiener Staatsoper, Witeschnik, Alexander 1969
- Warten auf´s hohe C oder eine schöne Leich mit Koloratur und Chor Witeschnik, Alexander Ill.: Jakob, WINnie Paul Neff Verlag,Wien 1969
- BASF 46 Zeitschrift [Ill.: WINnie Jakob] #46 Basf 1968
- Österr. Sport Jahrbuch BundMin. f. Unterr. / Sportverbände /Sportjournalisten Österr Bundesverlag f. Unterr., Wiss. U. Kunst, [Ill.: Winnie Jakob], 1967
- Dirigenten: charakterisiert, photographiert, karikiert / [Alexander Witeschnik/Fot.:Elfriede Hanak/Ill.: WINnie Jakob], Forum-Verlag 1965
- Die Herren Lipizzaner / Barbara Coudenhove-Kalergi. Gez. v. WINnie Jakob Forum-Verlag 1963
- Attila Hörbiger Weigel, Hans [Ill.: WINnie Jakob] Erhard Friedrich Verlag 1963
- Karikaturen: Von WIN <WINnie Jakob>; 30. Ausstellung Graph. Kabinett Christian M. Nebehay, Wien. 23. Januar – 12. Februar 1963; Katalog. Text Maschinschr. vervielf. Kat [Einführung:] Christian M. Nebehay Text Maschinschr. vervielf. Wien: Nebehay 1963
- Josef Meinrad Weigel, Hans Melchinger, Siegfried Rühle, Günther [Ill.: WINnie Jakob] Erhard Friedrich Verlag 1961
- Salzburger Festspielimpressionen 1960: [Graphik, Malerei; WINnie Jakob, Franz Riegersperger, Rolf Thomasberger]; Ausstellg; [Verz. d. Arbeiten] Festschrift, Kat. Österr[eichische] Staatsdruckerei 1961
- Nebehay, Christian M. – Graphisches Kabinett Christian M. Nebehay, Wien. Ausstellung des Graphischen Kabinetts. 20. Katalog Nebehay, Christian M. [Firma] 1961

## Zitierungen
- Die siebziger Jahre Expansion der Wiener Kunst, Berthold Ecker, Wolfgang Hilger (Hrsg./Eds.), Springer Verlag, 2013, GER / ENG, ISBN 978-3-99043-560-1, Kunstgeschichte, Werke von WIN ohne Abbild und KurzCV der Künstlerin
- Das gibt´s nur in Wien Eine autobiographische Spurensuche Grieser, Dietmar Amalthea Verlag, 2012, ISBN 978-3-85002-805-9
- Reichenberg und seine jüdischen Bürger. Zur Geschichte einer einst deutschen Stadt in Böhmen Engelmann, Isa /LIT Verlag Dr W Hopf Berlin 2012, ISBN 978-3-643-11737-3
- Die sechziger Jahre: Eine phantastische Moderne, Berthold Ecker, Wolfgang Hilger (Hrsg./Eds.), Springer Verlag, 2011, GER / ENG, ISBN 978-3-99043-416-1, Kunstgeschichte, Kokoschka von WIN mit Abbild und KurzCV der Künstlerin
- Wiener Sprachblätter, Jg 61 H3 September 2011, S 16 Schriften 2011
- Mein Musikalisches Leben Ein Capriccio Angerer, Paul /Wiener Dom Verlag 2010, ISBN 978-3-85351-222-7
- Kürschners Handbuch der Bildenden Künstler: Deutschland, Österreich, Schweiz, Band 2 Klimt, Andreas/ Walter de Gruyter, 2007, ISBN 978-3-11-094567-6
- Alle meine Frauen Eine Porträtgalerie Grieser, Dietmar/Residenz Verlag 2006, ISBN 3-7017-1446-0
- Por qué los hombres se equivocan y las mujeres se confunden Ellos, ellas, etc Hertzer, Karin Wolfrum, Christine/Ediciones Robinbook, 2003, ISBN 84-7927-642-8
- Österreichische Künstlerinnen der Gegenwart – Internationales Jahr der Frau 1975, Firnberg, Koschatzky, Mrazek, Unger, Österr. Kulturzentrum, 1975, 120 S, S 41 / 21, Künstler CV WIN und Werkebeschreibung i d Ausst.

## Teilautographe
- Telegramm 12. Februar 1973, Korrespondenz, Jakob WINnie, Federmann, Reinhard, 1923–1976 [Adressat] Wien 1 Telegramm Nachlass Federmann, Reinhard 12. Februar 1973 in ONB
- Brief an Michael Kalwoda, 18. November 1990, Korrespondenz, Jakob WINnie, Kalwoda, Michael [Adressat] Wien 1 Blatt eh (quart) 18. November 1990 in Wienbibliothek Rathaus
- Kondolenzkarte an Vera Borek, Korrespondenz, Jakob WINnie an Borek, Vera, 1940-[Adressat],Wien, 1 Karte eh (oktav) + 1 Umschlag Nachlass Qualtinger Helmut 12. August 1986 in Wienbibliothek Rathaus
- Hans Weigel: Essay über Herbert von Karajan; Einleitung zu einem geplanten Karikaturenband von WINnie Jakob Essay Jakob, WINnie (1927–2012) Weigel, Hans (1908–1991) Karajan, Herbert v. (1908–1989) Weigel, Hans, 1908–1991 o. O. 6 Blatt eh (quart) Weigel, Hans: Nachlass Hans Weigel. 1989 in Wienbibliothek Rathaus
- Vorwort zum Katalog der 220. Wechselausstellung der Wiener Stadt- und Landesbibliothek „WINnie Jakob“, Vorwort f. Jakob, WINnie (1927–2012) Weigel, Hans (1908–1991), o. O.,1 Bl., Typoskr., eh. Korr.(quart) 1990 in Wienbibliothek Rathaus